# Robella
Robella (Robela in piemontese) è un comune italiano di 448 abitanti della provincia di Asti in Piemonte.

## Origini del nome
L'etimologia del nome deriverebbe dal latino robur ("rovere"), albero presente anche nello stemma comunale.

## Storia

### Simboli
(D.P.R. del 18 luglio 1984)

## Monumenti e luoghi d'interesse
- Chiesa parrocchiale di San Giacomo Apostolo, di origine trecentesca
- Castello medievale, fortemente rimaneggiato e convertito a villa padronale
- Cappella di San Francesco, vicino al cimitero
- Chiesa parrocchiale di Sant'Eusebio, in frazione Cortiglione[4]

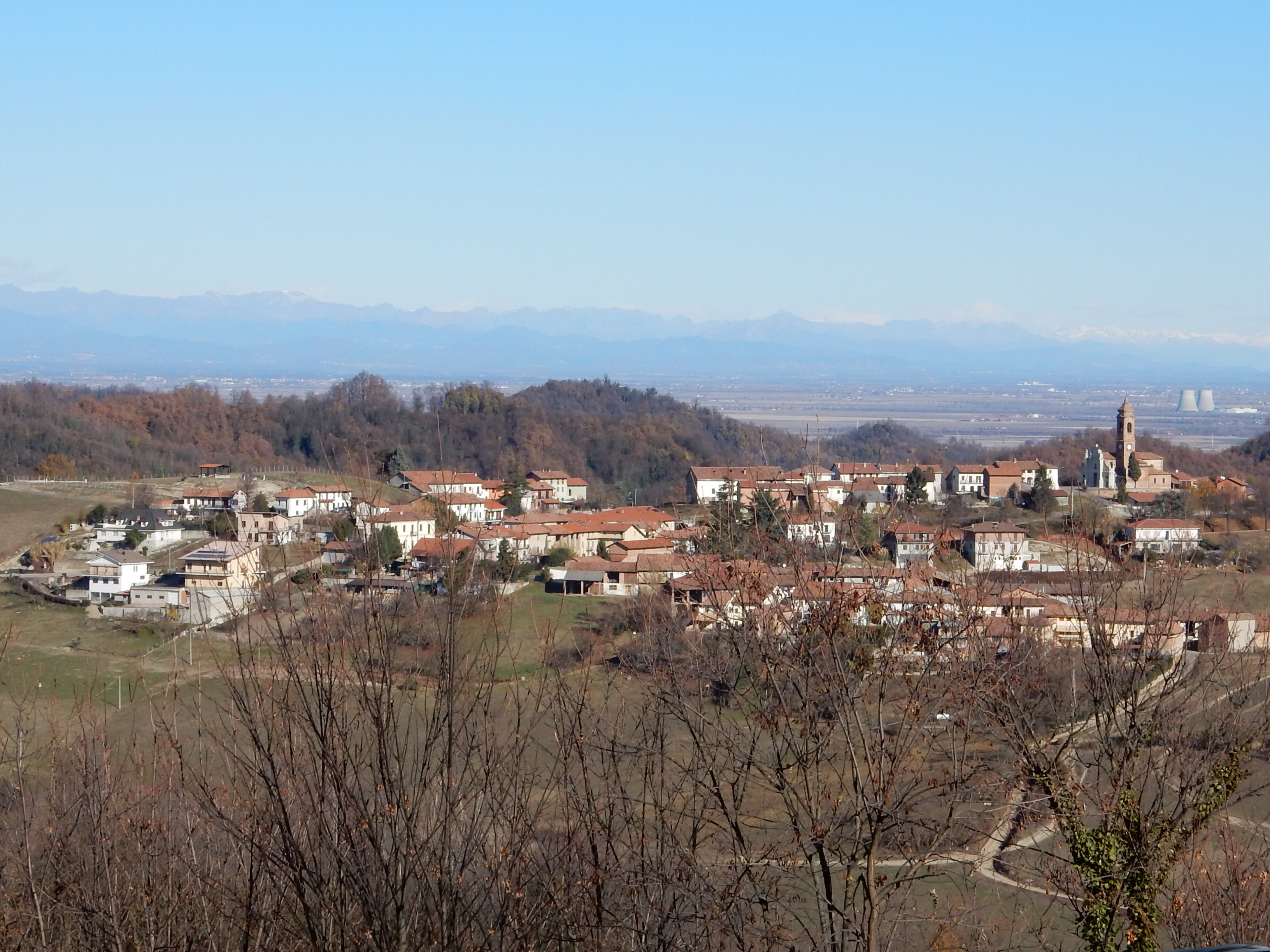
Panorama della Frazione Cortiglione

## Amministrazione

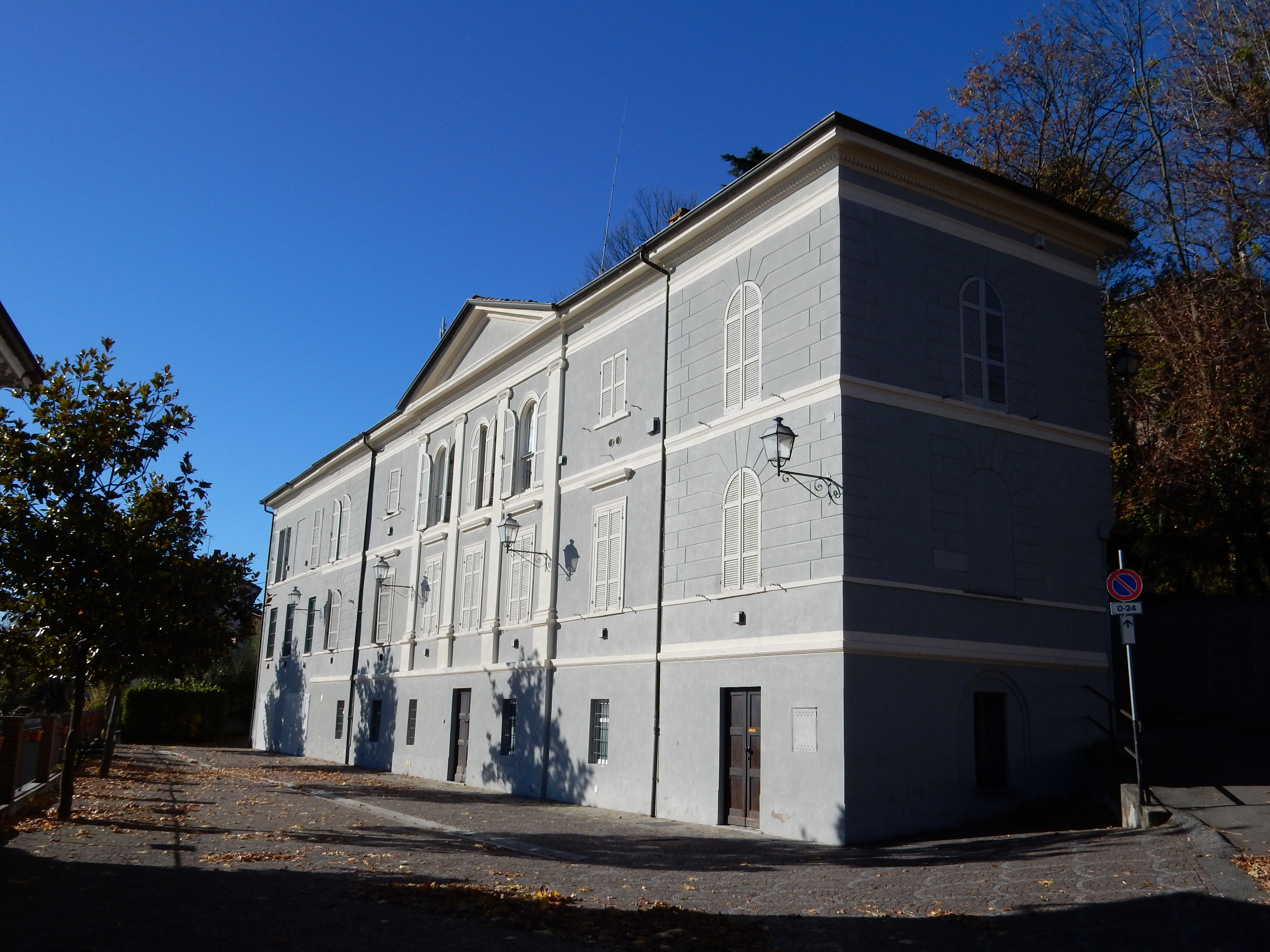
Palazzo del Municipio

Di seguito è presentata una tabella relativa alle amministrazioni che si sono succedute in questo comune.
| Periodo        | Periodo        | Primo cittadino | Partito                                    | Carica  | Note  |
| -------------- | -------------- | --------------- | ------------------------------------------ | ------- | ----- |
| 10 giugno 1985 | 26 maggio 1990 | Sergio Corno    | Democrazia Cristiana                       | Sindaco | [ 5 ] |
| 26 maggio 1990 | 24 aprile 1995 | Sergio Corno    | Democrazia Cristiana                       | Sindaco | [ 5 ] |
| 24 aprile 1995 | 14 giugno 1999 | Sergio Corno    | centro                                     | Sindaco | [ 5 ] |
| 14 giugno 1999 | 14 giugno 2004 | Sergio Corno    | lista civica                               | Sindaco | [ 5 ] |
| 14 giugno 2004 | 8 giugno 2009  | Giuseppe Turino | lista civica                               | Sindaco | [ 5 ] |
| 8 giugno 2009  | 26 maggio 2014 | Giuseppe Turino | lista civica                               | Sindaco | [ 5 ] |
| 26 maggio 2014 | 27 maggio 2019 | Giuseppe Turino | lista civica Rinnovamento nella continuità | Sindaco | [ 5 ] |
| 27 maggio 2019 | 8 giugno 2024  | Claudio Gavosto | lista civica Insieme per il futuro         | Sindaco | [ 5 ] |
| 9 giugno 2024  | in carica      | Claudio Gavosto | lista civica Insieme per il futuro         | Sindaco | [ 5 ] |

## Società

### Evoluzione demografica
Negli ultimi cento anni, a partire dal 1921, la popolazione residente è diminuita del 65%.
Abitanti censiti

## Infrastrutture e trasporti

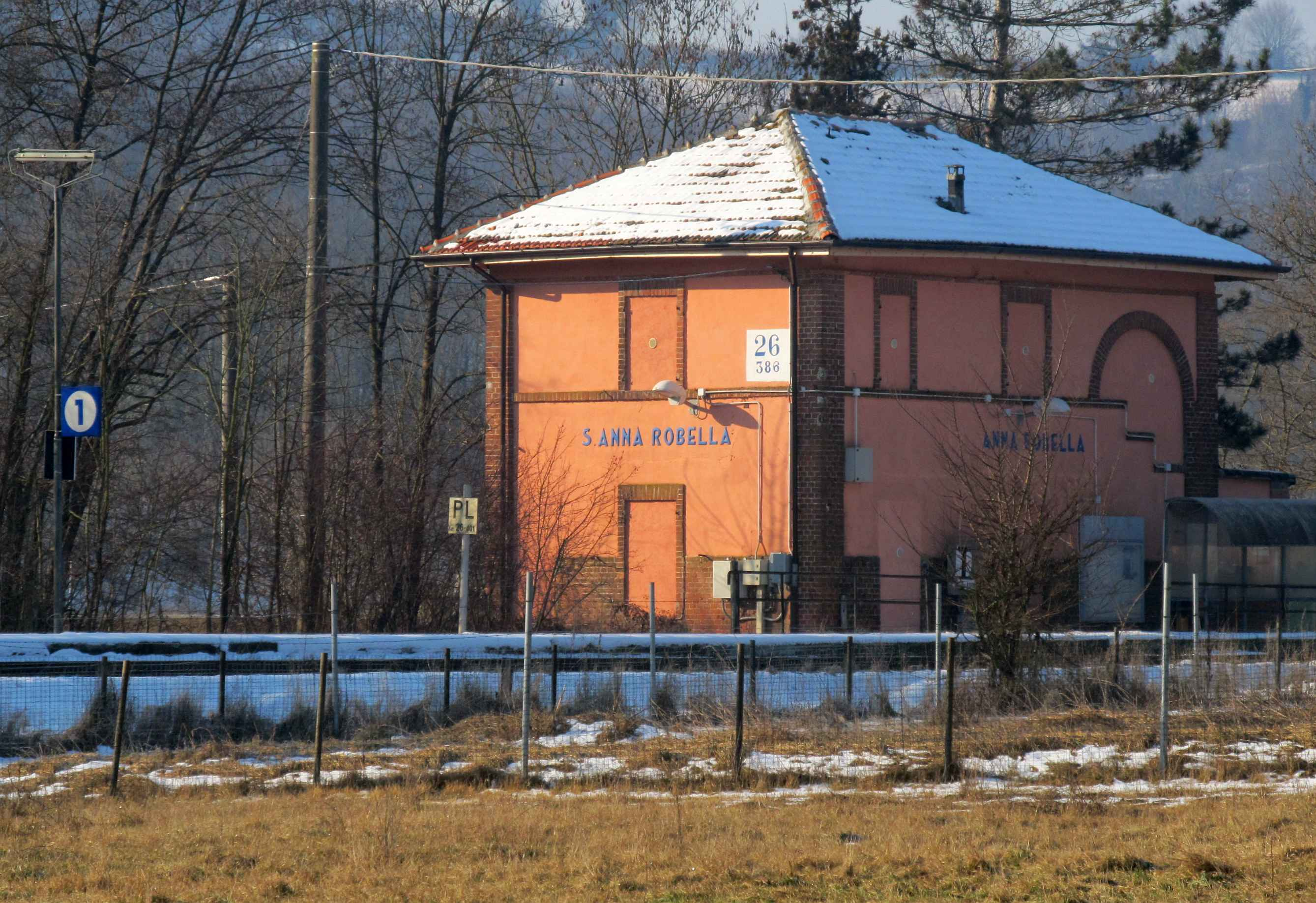
Ex fermata ferroviaria di Sant’Anna-Robella

La fermata di Sant'Anna-Robella, attiva fra il 1937 e il 2011, era posta lungo la cessata ferrovia Chivasso-Asti.